# 毛果狭腔芹
毛果狭腔芹（学名：Stenocoelium trichocarpum）是伞形科狭腔芹属的植物。分布于中亚以及中国大陆的新疆等地，生长于海拔1,350米至2,600米的地区，一般生长在砾石质山坡或低山上，目前尚未由人工引种栽培。